# Olivenibis

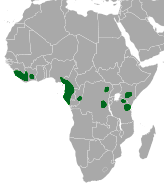
Verbreitungsgebiet des Olivenibis

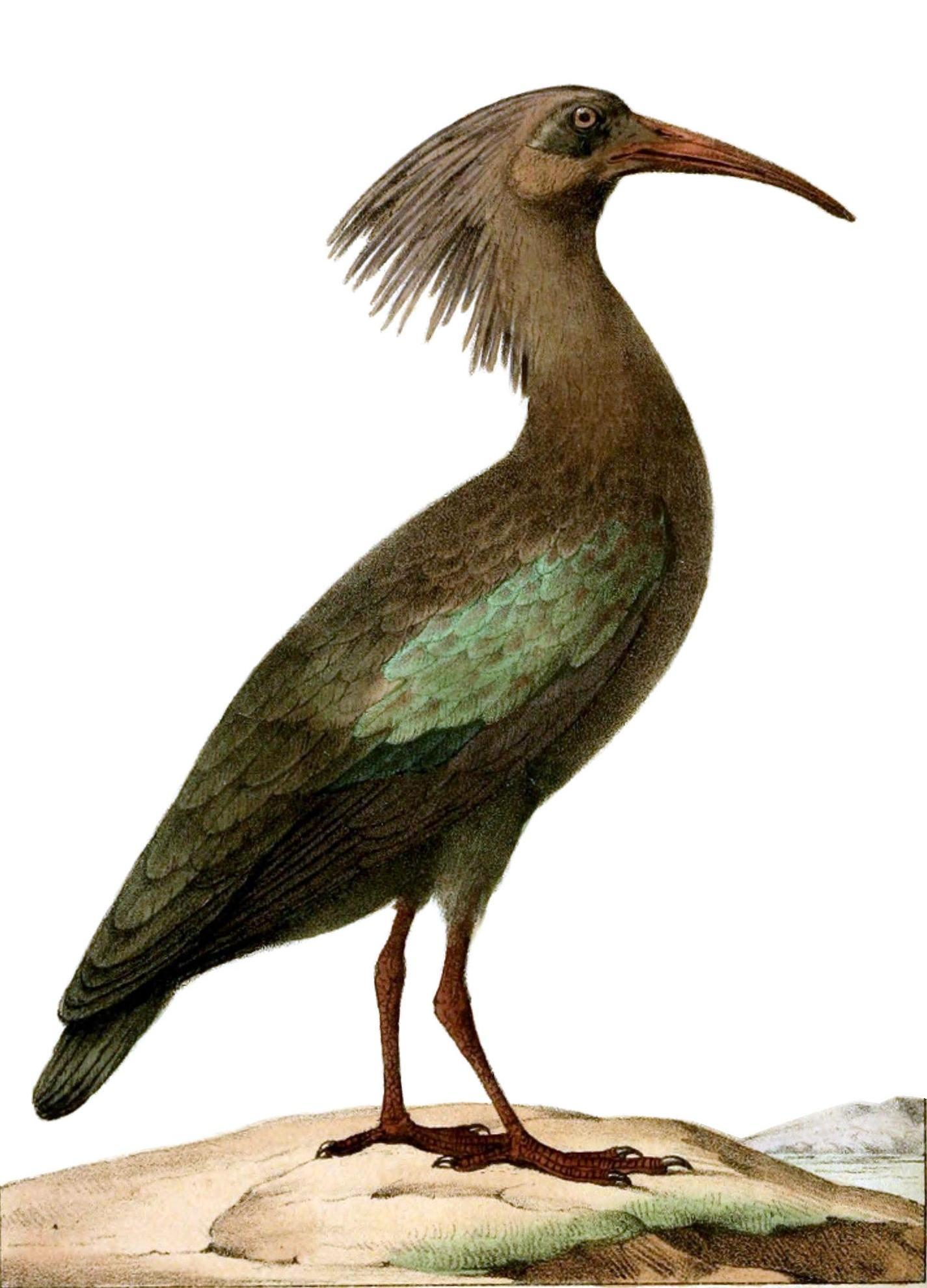
Illustration des Olivenibis aus dem Jahr 1838

Der Olivenibis (Bostrychia olivacea) ist eine Vogelart aus der Familie der Ibisse und Löffler. Er kommt in drei Unterarten in Afrika vor. Eine vierte Unterart, Bostrychia olivacea rothschildi, ist möglicherweise ausgestorben.

## Merkmale
Der Olivenibis erreicht eine Körperlänge von 65 bis 75 cm. Die dunkle Gesichtshaut und der Schopf unterscheiden sich von den anderen Mitgliedern der Gattung Bostrychia. Die schwarzbraune Oberseite weist ein bronzegrünes Glänzen auf. Die Flügeldecken sind metallisch kupferfarben und violettblau. Die Unterseite ist dunkelbraun. Das schwarzblaue Gesicht ist unbefiedert. Die grünlichen bis dunkelrötlichen Beine ragen im Flug nicht über den Schwanz hinaus. Die juvenilen Vögel sind stumpfer gefärbt und haben einen kürzeren Schopf. Ähnliche Arten sind der Fleckenibis (Bostrychia rara), der türkisfarbene Gesichtsflecken sowie eine ockerfarbene Fleckung an Hals und Brustseiten zeigt, sowie der Hagedasch (Bostrychia hagedash), der einen anderen Ruf hat und in offeneren Lebensräumen vorkommt. Die Unterarten unterscheiden sich im Allgemeinen anhand der Gesamtfärbung und der Form des Schopfes, wären jedoch im Feld wahrscheinlich schwer zu bestimmen, mit Ausnahme des São-Tomé-Ibisses (Bostrychia bocagei), der bis 1993 ebenfalls als Unterart des Olivenibisses galt. Die Unterart Bostrychia olivacea akleyorum ist etwas größer als Nominatform mit einer Flügellänge von 343 bis 372 mm und grüner. Die Unterart Bostrychia olivacea rothschildi hat einen glänzenderen violetten Schopf, der im Nacken mehr abgestuft ist. Die Unterart Bostrychia olivacea cupreipennis hat einen grünlicheren Nacken und Körper, der weniger dunkelbraun ist.

## Systematik
Der Olivenibis wurde verschiedentlich in die Gattungen Ibis (1838), Geronticus (1849), Comatibis (1852), Harpiprion (1854), Hagedashia (1855) und Theristicus (1890) gestellt. Der Erste, der eine Klassifizierung in die Gattung Bostrychia vornahm, war Charles Lucien Jules Laurent Bonaparte im Jahr 1855. Daniel Giraud Elliot stellte ihn im Jahr 1877 in die Gattung Lampribis, bevor Tommaso Salvadori ihn 1903 erneut in die Gattung Bostrychia eingliederte.

## Unterarten und ihre Verbreitung
Die Nominatform B. o. olivacea kommt in Sierra Leone, der Elfenbeinküste, Liberia und Ghana vor. Das Verbreitungsgebiet der Unterart B. o. cupreipennis reicht von Kamerun über Gabun, die Republik Kongo bis zur Demokratischen Republik Kongo. B. o. akeleyorum bewohnt die Bergmassive in Kenia und Tansania. B. o. rothschildi lebte auf der Insel Príncipe im Golf von Guinea.

## Lebensraum
Der Olivenibis bewohnt dichte Wälder im Tiefland, entlang von Bächen und Flüssen und in Sumpfwäldern. In Westafrika, z. B. in Sierra Leone, ist er manchmal in Mangrovenwäldern anzutreffen, in Gabun kommt er in regenerierten Wäldern über aufgegebenen Plantagen vor. Die Unterart B. O. akleyorum bewohnt montane Wälder bis zur Baumgrenze, in der Regel in Höhenlagen von 2000 bis 3700 m, in den östlichen Usambara-Bergen in Tansania befindet sich der Lebensraum in Höhenlagen zwischen 160 und 1100 m.

## Lebensweise
Der Olivenibis ist vermutlich weitgehend standorttreu. In Liberia verlässt er in extremen Trockenperioden den nördlichen Kreis Grand Gedeh und zieht dann weiter südlich nach Glaro, Sapo und Sinoe. Die Nahrung umfasst Käfer, Larven, Würmer, Schnecken, Schlangen und gelegentlich Pflanzenmaterial. Sein Verhalten ist unauffällig. In der Regel geht er einzeln, paarweise oder in kleinen Schwärmen von bis zu 5 bis 12 Tieren auf Nahrungssuche, die sich auf Lichtungen in relativ offenen Waldabschnitten und in sumpfigen Gebieten aufhalten.
Das Brutverhalten ist wenig studiert. Brutnachweise gab es von Juni bis August in Kenia. Die Unterart B. o. rothschildi brütete im Januar. Aus Westafrika liegen keine Nachweise vor, abgesehen von einem in Liberia brütenden Vogel im Juni. Das Nest ist eine Plattform aus abgestorbenen Ästen, die auf einem Baumstamm in 7 bis 5 m Höhe errichtet wird. Das Gelege besteht aus drei Eiern. Die Eier sind erbsengrün mit kastanienfarbener Markierung und zimtfarbener Fleckung. Die Größe beträgt 56–58 mm × 40–41 mm, das Gewicht 50 g. Die Küken haben einen bräunlich-schwarzen Flaum.

## Lautäußerungen
Der Ruf ist ein kräftiges, klangvolles doppeltes Krächzen mit gar-wa gar-wa oder aka-a-Tönen, meist mit Betonung auf der ersten Silbe, sowie lauten, schrillen, hupenden oder gänseähnlichen Tönen. Beim Alarmruf wird ein einzelnes gar wiedergegeben. Die Ibisse sind am häufigsten in der Morgen- oder Abenddämmerung zu hören. Von der Unterart B. o. rothschildi war in der Morgen- und Abenddämmerung ein Haan-ha Haan-ha zu vernehmen.

## Gefährdung und Schutz

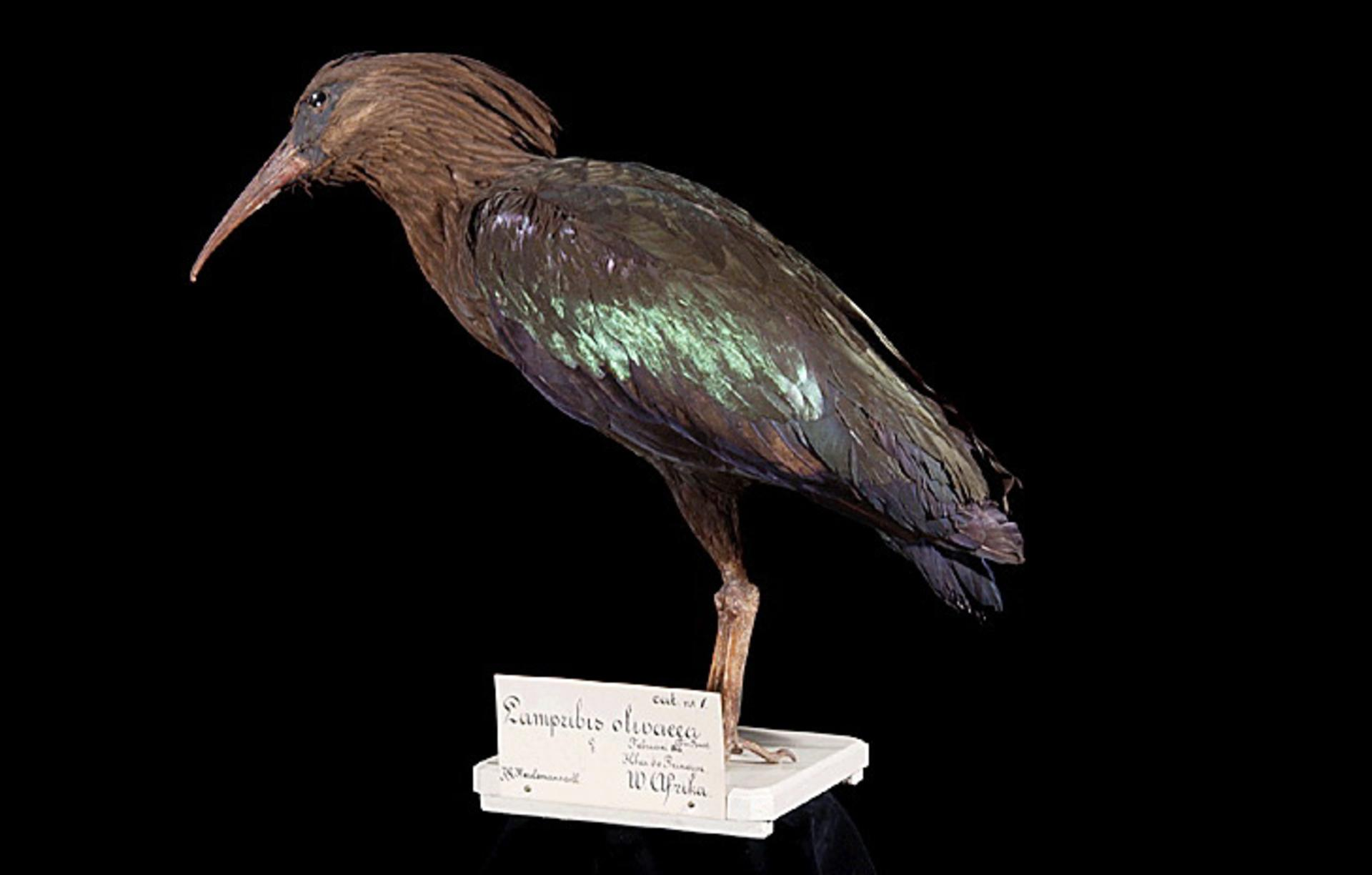
Balg der Unterart Bostrychia olivacea rothschildi im Museum Naturalis

Die Unterart Bostrychia olivacea rothschildi galt bereits als selten, als sie 1901 von Leonardo Fea zum ersten Mal gesammelt wurde. Durch die starke Abholzung der Wälder und den Jagddruck verschwand sie rasch. Der Vogel galt lange Zeit als ausgestorben, bis im August 1991 zwei Ibisse auf Príncipe beobachtet wurden. Seitdem gab es keine Nachweise mehr, sodass das Aussterben dieses Taxons erneut befürchtet wird. Die übrigen Unterarten gelten als „nicht gefährdet“ (least concern). BirdLife International schätzt die Population auf 3000 auf 45.000 Exemplare.